# Forcipomyia armandi
Forcipomyia armandi är en tvåvingeart som beskrevs av Radovan Harant och Huttel 1952. Forcipomyia armandi ingår i släktet Forcipomyia och familjen svidknott. Inga underarter finns listade i Catalogue of Life.